# چوروس
چوروس (انگلیسی: Chorus) شرکت مخابرات نیوزیلندی است، که در سال ۲۰۱۱ تأسیس شد.